# 1977年中華民國縣市長選舉

各縣市選舉結果：
中國國民黨
無黨籍人士
不在選舉範圍內的福建省與院轄市臺北市

1977年中華民國縣市長選舉，即地方自治以來的第八屆縣市長選舉，與省市議員選舉、縣市議員選舉以及鄉鎮市長選舉同時於1977年11月19日舉行投票，選出當時臺灣省20個縣市的行政首長。投票作業於當日上午7時至下午4時在全臺各地投票所進行，全臺選舉人數7,713,194人，出席投票者6,196,081人，投票率為80.39%。
本屆選舉被視為是臺灣實施地方自治以來規模最大的選戰，參與民眾之多及情緒最高，前所未見。包括臺南市、高雄縣市、南投縣、宜蘭縣等選情最為激烈。:123在縣市長方面，以脫離中國國民黨參選的桃園縣縣長候選人許信良最受矚目，被視為國民黨頭號戰敵。:123當局高層對激烈選區的重視從當時在成功嶺服役的林瑞明日記中可略知，當屆以臺南市、高雄縣、南投縣及桃園縣四個縣市最受當局重視，甚至出現由旅部召開這四縣市者談話，准許回去投票。
此次選舉由於國民黨涉嫌在桃園縣縣長選舉投票過程中做票，引起中壢市民忿怒，上千名群眾包圍、搗毀並放火燒毀中壢市警察分局，史稱「中壢事件」。最後在20位縣市長席次中，16席由中國國民黨取得，而無黨籍人士則取得桃園縣、臺中市、臺南市、高雄縣4席，獲得空前勝利。

## 概論[1]
各縣市之縣市長選舉當選者及次高票者之名單：
| 縣／省轄市 | 當選者（登記政黨）    | 次高票者（登記政黨）  |
| ---------- | --------------------- | --------------------- |
| 臺北縣     | 邵恩新（ 中國國民黨） | 廖銘義（無黨籍）      |
| 基隆市     | 陳正雄（ 中國國民黨） | 張金鐘（無黨籍）      |
| 宜蘭縣     | 李鳳鳴（ 中國國民黨） | 許仁修（無黨籍）      |
| 桃園縣     | 許信良（無黨籍）      | 歐憲瑜（ 中國國民黨） |
| 新竹縣     | 林保仁（ 中國國民黨） | —                     |
| 苗栗縣     | 邱文光（ 中國國民黨） | 張榮顯（無黨籍）      |
| 臺中縣     | 陳孟鈴（ 中國國民黨） | 楊順隆（無黨籍）      |
| 臺中市     | 曾文坡（無黨籍）      | 陳端堂（ 中國國民黨） |
| 彰化縣     | 吳榮興（ 中國國民黨） | 張春男（無黨籍）      |
| 南投縣     | 劉裕猷（ 中國國民黨） | —                     |
| 雲林縣     | 林恒生（ 中國國民黨） | 黃蔴 （無黨籍）       |
| 嘉義縣     | 塗德錡（ 中國國民黨） | 謝明陽（無黨籍）      |
| 臺南縣     | 楊寶發（ 中國國民黨） | —                     |
| 臺南市     | 蘇南成（無黨籍）      | 張麗堂（ 中國國民黨） |
| 高雄縣     | 黃友仁（無黨籍）      | 王正和（ 中國國民黨） |
| 高雄市     | 王玉雲（ 中國國民黨） | 洪照男（無黨籍）      |
| 屏東縣     | 柯文福（ 中國國民黨） | —                     |
| 臺東縣     | 蔣聖愛（ 中國國民黨） | —                     |
| 花蓮縣     | 吳水雲（ 中國國民黨） | —                     |
| 澎湖縣     | 謝有溫（ 中國國民黨） | —                     |

## 各縣市選舉結果[1]

### 臺北縣
本次選舉，現任縣長邵恩新競選連任。開票結果邵恩新在絕大部分鄉鎮市皆領先，僅鶯歌鎮邵恩新以6,933票小輸廖銘義的7,442票。
| 1977年臺北縣縣長選舉結果                                        | 1977年臺北縣縣長選舉結果 | 1977年臺北縣縣長選舉結果 | 1977年臺北縣縣長選舉結果 | 1977年臺北縣縣長選舉結果 | 1977年臺北縣縣長選舉結果 | 1977年臺北縣縣長選舉結果 |
| 號次                                                            | 候選人                   | 政黨                     | 得票數                   | 得票率                   | 當選標記                 |                          |
| --------------------------------------------------------------- | ------------------------ | ------------------------ | ------------------------ | ------------------------ | ------------------------ | ------------------------ |
| 1                                                               | 李歸坵                   | 無黨籍                   | 68,711                   | 9.90%                    |                          |                          |
| 2                                                               | 邵恩新                   | 中國國民黨               | 519,099                  | 74.76%                   |                          |                          |
| 3                                                               | 廖銘義                   | 無黨籍                   | 90,491                   | 13.03%                   |                          |                          |
| 4                                                               | 盧霖                     | 無黨籍                   | 16,023                   | 2.31%                    |                          |                          |
| 選舉人數                                                        | 選舉人數                 | 選舉人數                 | 944,438                  | 944,438                  | 944,438                  |                          |
| 投票數                                                          |                          |                          |                          |                          |                          |                          |
| 有效票                                                          | 有效票                   | 有效票                   | 694,324                  | 694,324                  | 694,324                  |                          |
| 無效票                                                          | 無效票                   | 無效票                   | 26,431                   | 26,431                   | 26,431                   |                          |
| 領取未投票                                                      | 領取未投票               | 領取未投票               | 857                      | 857                      | 857                      |                          |
| 投票率                                                          | 投票率                   | 投票率                   | 76.41%                   | 76.41%                   | 76.41%                   |                          |
| 資料來源：《續修臺北縣志·卷七·選舉志》，張勝彥，2006年，頁186。 |                          |                          |                          |                          |                          |                          |

選後，李歸坵曾以「當選無效」向邵恩新提起告訴。經法院判決結果，駁回原告。

### 基隆市
| 號次 | 黨籍       | 姓名   | 得票   | 得票率 | 當選 |
| ---- | ---------- | ------ | ------ | ------ | ---- |
| 1    | 中國國民黨 | 陳正雄 | 77,172 | 59.09% |      |
| 2    | 無黨籍     | 陳榮強 | 4,097  | 3.01%  |      |
| 3    | 無黨籍     | 張金鐘 | 54,742 | 40.25% |      |

### 宜蘭縣
| 號次 | 黨籍       | 姓名   | 得票    | 得票率 | 當選 |
| ---- | ---------- | ------ | ------- | ------ | ---- |
| 1    | 中國國民黨 | 李鳳鳴 | 151,935 | 86.61% |      |
| 2    | 無黨籍     | 許仁修 | 23,496  | 13.38% |      |

### 桃園縣
中國國民黨提名司法行政部（後法務部）調查局出身的歐憲瑜參選桃園縣長，而黨內時任臺灣省議員許信良也有意參選桃園縣長，但因許信良時常批評時政，被國民黨以「黨紀考核記錄不佳」為由，未獲提名。許氏則自行宣佈參選，1977年10月國民黨開除許信良黨籍。
投票當天，中壢市發生民眾的選票遭到選務人員污損事情，民眾報警後，警察卻置之不理，還保護涉嫌作票的選務人員。中壢民眾群情激憤，大規模示威，在衝突中引爆了中壢事件。最後桃園縣各投票所於是重新開票，許信良以九萬票之差擊敗國民黨候選人歐憲瑜當選。
2014年《新新聞》訪問到一位自稱當年為警備總部的便衣憲兵，擔任教育班長，混在群眾裡面搞破壞及搧風點火，帶六個兵燒中壢分局跟中壢消防局，並帶兵將雲林、嘉義榮民之家的人頭資料抄過來入籍桃園縣，調了二十幾萬人的資料，並由士兵代為投票的情事。
| 號次 | 黨籍       | 姓名   | 得票    | 得票率 | 當選 |
| ---- | ---------- | ------ | ------- | ------ | ---- |
| 1    | 中國國民黨 | 歐憲瑜 | 147,851 | 38.52% |      |
| 2    | 無黨籍     | 許信良 | 235,946 | 61.48% |      |

### 新竹縣
| 號次 | 黨籍       | 姓名   | 得票    | 得票率  | 當選 |
| ---- | ---------- | ------ | ------- | ------- | ---- |
| 1    | 中國國民黨 | 林保仁 | 243,458 | 100.00% |      |

### 苗栗縣
| 號次 | 黨籍       | 姓名   | 得票    | 得票率 | 當選 |
| ---- | ---------- | ------ | ------- | ------ | ---- |
| 1    | 無黨籍     | 張榮顯 | 66,706  | 30.84% |      |
| 2    | 中國國民黨 | 邱文光 | 150,224 | 69.16% |      |

### 台中縣
| 號次 | 黨籍       | 姓名   | 得票    | 得票率 | 當選 |
| ---- | ---------- | ------ | ------- | ------ | ---- |
| 1    | 中國國民黨 | 陳孟鈴 | 242,270 | 64.28% |      |
| 2    | 無黨籍     | 楊順隆 | 134,640 | 35.72% |      |

### 臺中市
現任市長陳端堂上任後，在任內推動二十項建設，重建臺中孔廟、改建中正公園、開闢大坑山產業道路，拆除穎川醫院南側違建並美化、拓寬建成路、復興路、東山路、進化東路。:67-68
然而也發生東區雲海樓海鮮餐廳違建案，導致八名市府官員及員警被判刑，包括建設局工商課長吳勁寒被判八年，以及市府行政室主任張迺謙挪用公款案，雖然張迺謙在案發前已經挪用的四十萬公款歸還，但已構成貪汙事實，遭判刑十年。接著臺中港路又爆發溢領補償費案，市府公帑有三千九百多萬錯發給市民，地政科長林祥銘、地權股長劉炳榮等四名官員各被判刑十四年。這三起重大弊案自然形成陳端堂競選連任的阻力。:17-18而陳端堂任內為了改善公車擁擠情況，擴大開放公車民營，得罪了原本獨營的臺中市公車公司老闆張啟仲。也使張啟仲利用旗下的《民聲日報》不斷對陳端堂攻擊，砲轟陳端堂黨員支持度為全省十三位連任者最低、已失去民心，呼籲國民黨不要提名陳端堂。:19-20日後外界分析，光是曾文坡並不足以擊敗陳端堂，陳端堂在任內得罪張啟仲領導的「張派」，才是落選主因。:19在拆除柳川違建部分，也遭到強大反彈，被視為陳端堂連任失敗的原因之一。:187
在國民黨提名時，以張啟仲為首的「張派」也推出雙十國中校長張廖貴洋爭取提名；「賴派」則推出居仁國中校長賴大農爭取提名。然而最終國民黨仍確定提名陳端堂，引起張賴兩派不滿，醞釀一股反陳端堂的暗潮。:20
在黨外陣營方面，有何春木及市議員曾文坡爭取角逐，在曾文坡請來黨外耆宿張深鑐和地方仕紳高兩貴、游朝陽、何朝安、周賜斌等人向何春木遊說下。:65何春木最終同意不使黨外力量分散，轉戰省議員；而由曾文坡代表黨外勢力參選市長，對上陳端堂。在選戰中曾文坡以「大家的文坡」為號召爭取選民支持，在選戰初期外界一般認為陳端堂得以順利連任，時任國民黨黨工的邱家洪曾於國民黨田單黨部看到作戰室內臺中地圖上插著表示「安全」的綠色旗子，:31然而最後曾文坡竟然擊敗陳端堂，當選臺中市長。
據何春木在選後的地方選舉檢討座談會發言，當時曾文坡估計贏一萬多票，官方發表卻贏一千多票；何春木自身據己方報告贏七千八百票，結果只贏三千五百票。何春木在開票當晚八點半就知道自己當選了，選務單位卻保留十四口票箱遲不發表。直到幾千名支持何春木與曾文坡的選民圍在市政府，加上中壢事件鬧大的消息傳來，到十一點多才發表開票結果。:59-60
| 號次 | 黨籍       | 姓名   | 得票    | 得票率 | 當選 |
| ---- | ---------- | ------ | ------- | ------ | ---- |
| 1    | 無黨籍     | 曾文坡 | 119,613 | 50.22% |      |
| 2    | 中國國民黨 | 陳端堂 | 118,571 | 49.78% |      |

選後分析結果認為陳端堂敗在輔選單位過於輕敵，輔選單位到投票前夕仍認為基層反應陳端堂居於領先地位，至少可以五萬票擊敗曾文坡。:57此外陳端堂與有「過節」的地方人士拜會中，也未收到效果。反而認為陳端堂當市長時趾高氣昂，臨到選舉才打躬作揖作笑臉攻勢。:57而陳端堂雖然請到曾違紀參選的前市長林澄秋出任競選總幹事，然而林澄秋先是違紀參選，後來又重回國民黨。在國民黨員及市民心中反應不佳，認為其太現實。雖然林氏每日辛苦隨陳端堂夫婦到處奔波，卻未收太大效果。:58此外隨著省議員買票傳聞不斷，原先國民黨籍的參選人劉清標助選人員曾對選民有若干「承諾」，然而隨著劉清標獲得輔選單位給予約四萬張國民黨「鐵票」支援後，自認勝券在握而未與兌現。引起選民反感，由於劉清標在東南區的主要對手是何春木，加上劉清標與陳端堂採聯合陣線。因此反劉清標的選票除了倒戈何春木外，在市長方面也倒向了與何春木並肩作戰的曾文坡。最終使劉清標與陳端堂雙雙落選。:61-62

### 彰化縣
| 號次 | 黨籍       | 姓名   | 得票    | 得票率 | 當選 |
| ---- | ---------- | ------ | ------- | ------ | ---- |
| 1    | 中國國民黨 | 吳榮興 | 308,333 | 65.25% |      |
| 2    | 無黨籍     | 張春男 | 164,226 | 34.75% |      |

### 南投縣
| 號次 | 黨籍       | 姓名   | 得票    | 得票率  | 當選 |
| ---- | ---------- | ------ | ------- | ------- | ---- |
| 1    | 中國國民黨 | 劉裕猷 | 207,655 | 100.00% |      |

### 雲林縣
本屆黨外陣營推出蘇東啟之妻蘇洪月嬌競選省議員、縣議員黃蔴角逐縣長。並得到康寧祥與黃信介南下助講。結果開票當晚，古坑又發生「停電」事件，黃蔴意外落選。
| 號次 | 黨籍       | 姓名   | 得票    | 得票率 | 當選 |
| ---- | ---------- | ------ | ------- | ------ | ---- |
| 1    | 中國國民黨 | 林恆生 | 173,687 | 56.97% |      |
| 2    | 無黨籍     | 黃蔴   | 131,163 | 43.03% |      |

### 嘉義縣
| 號次 | 黨籍       | 姓名   | 得票    | 得票率 | 當選 |
| ---- | ---------- | ------ | ------- | ------ | ---- |
| 1    | 無黨籍     | 謝明陽 | 104,393 | 32.01% |      |
| 2    | 中國國民黨 | 德錡   | 221,774 | 67.99% |      |

### 臺南縣
國民黨在「派系替代」政策下產生的縣長高育仁，在任期未滿即調升內政部常務次長。由省府委員李悌元代理。
在本年6月11日至16日的黨內提名登記中，黨內被視為有意向者有省議員李雅樵、事務官郭俊次、立法委員張文獻、前縣長高文瑞之子時任國民黨高雄縣黨部的高宗仁等人。:59-60然而在各路人馬摩拳擦掌之時，6月11日出現臺北市民政局長楊寶發突然登記，由於在辦理提名登記前一天，臺南縣黨部還拒絕提前讓有意參與登記者領表，而楊氏能把領表、登記加上體檢等手續在二十幾分鐘內一口氣完成。被視為受到國民黨高層支持。:61-62最終在6月16日登記截止共有13人完成登記，包括楊寶發、李雅樵、郭俊次等人，高居全省之冠。:63-64
7月18日，臺南縣黨部完成初步彙整作業，向省黨部提出的人選中以楊寶發為榜首、郭俊次居次。消息傳出後第二天上午，縣內各機關首長和政界人士，即收到李雅樵陣營發出，長達五千字的李氏推介信，推薦李氏為下屆縣長候選人。:65在國民黨基層各小組在反映資料中，其實以李雅樵和郭俊次二人所受歡迎程度較高，然而縣黨部給省黨部參考名單中卻以楊寶發為第一，外界分析是李氏派系色彩太濃；楊氏雖在地方沒有群眾基礎，但曾出任國民黨苗栗、南投兩縣黨部，以忠貞年輕黨工身分是國民黨「派系替代政策」中最常出現的人選。最終國民黨中常會於8月10日作出最終定案，由楊寶發獲得提名。:67
楊寶發獲得提名後，縣長選情仍未馬上明朗。也傳出國民黨籍的李雅樵，和無黨籍的吳豐山、黃正安可能有所動作。:679月上旬，在縣黨部主委陳燮邀請下，南縣旅居臺北的吳三連、張文獻、高育仁、李雅樵與楊寶發出席餐會，來賓則有臺北市長林洋港共同交換意見。:68-699月17日，「海派」人士在關子嶺的宴會中由李雅樵、吳豐山等人與會，楊寶發以來賓身分與會。被視為楊寶發獲得提名後，跟近海派人士交換意見，化解競選阻力。:69在「山派」方面，楊寶發本身就與胡龍寶、張文獻有私交，張文獻與胡龍寶三女胡瓊月結婚還是透過楊寶發介紹。最終在登記時限為止，楊寶發是唯一辦理登記的候選人。:71
選舉中，楊寶發以「吾愛吾縣」為訴求，獲得「山派」掌握的農會系統助選。:70選舉結果以386,738票當選縣長。唯日後楊寶發施政仍倚重「山派」，久而久之也被視為「山派」人物。:74
| 號次 | 黨籍       | 姓名   | 得票    | 得票率  | 當選 |
| ---- | ---------- | ------ | ------- | ------- | ---- |
| 1    | 中國國民黨 | 楊寶發 | 386,738 | 100.00% |      |

### 臺南市

#### 選舉背景
本次選舉中，國民黨參與黨內登記者共11名，包括現任市長張麗堂，省黨部呈報中央黨部張麗堂及現任市議會議長王奕棋，最後中央黨部提名張麗堂。:6而黨外方面則有律師吳朝成及上屆落選的議員蘇南成捲土重來登記參選。但吳氏後撤回登記，最後重演四年前蘇張對決。:6
此次選舉蘇南成積極攻勢，與「黨外」陣營採合作態度。由於國民黨在臺南市黨部主委楊尊嚴主導下提名省議員三席足額，並提名現任省議員蔡介雄表弟黃國展角逐省議員。被視為意圖藉由以往支持蔡介雄的黃家勢力轉支持黃國展，使蔡介雄支持者自相殘殺。:C-15-16最初蔡介雄的政治立場被視為「介」於國民黨與黨外的人物。第五屆省議員選舉中國民黨只提名二席，也被視為有「禮遇」的意味。然而他在省議會表現以敢言著稱，不怕得罪人，因此被視為民主鬥士。但也因為蔡介雄在省議會的「敢言」，引起國民黨在第六屆省議員選舉中不再保留一席，還要設法擠掉他。:81-82當時楊尊嚴向黃家表示黃國展一定獲得國民黨提名，而黃家被要求提出保證說服蔡介雄放棄連任。:82-83以迫使蔡介雄轉戰同日投票的市長選舉，分散當時投靠黨外勢力的蘇南成票源，使張麗堂當選。:32然而此舉反而導致被逼往反國民黨方向的蔡介雄與蘇南成聯合造勢。並由於蔡介雄與蘇南成在省議員、市長號碼均抽到2號，喊出「2號一條龍」以互相輔選。:C-18
然而國民黨臺南市黨部此舉反而導致被逼往反國民黨方向的蔡介雄與蘇南成聯合造勢。，由於傳出蔡介雄失去黨部「禮讓」以及黃家支持，沒有連任希望。反而引起蔡介雄陣營惱火，決定再選一次以證明他不依賴黨部及黃家。原本採冷眼旁觀的蘇南成遂把握機會與蔡介雄接觸，聯手作戰。:83蔡介雄與蘇南成、陳森茂在大崗山的餐廳會商計策，蘇南成以無論是否當選共同攜手，表示全力以赴。:203由於蔡介雄與蘇南成在省議員、市長號碼均抽到2號，喊出「2號一條龍」以互相輔選。:C-18對抗國民黨提名的市長候選人張麗堂、以及積極與張麗堂聯手的省議員候選人張丁誥。

#### 選舉過程
在政見發表會上，蔡介雄扮「壞人」，對國民黨極盡挖苦與謾罵之能事，以爭取「反感票」；蘇南成則當「好人」，提到行政院長蔣經國，必冠以「賢明」兩字；提到故總統蔣中正，則肅立稱「偉大」，口口聲聲「主義領袖」與「愛鄉愛國」，贏得許多公教票與軍眷票。:119
蘇南成在政策上以都市計劃為訴求；張麗堂則提出「十八項建設」。張麗堂並宣稱公布財產要求蘇南成跟進。由於蘇氏言詞犀利，以議員身分服務民眾得到人心。加上市府發生建設局長王欽誠詐賭案，對張選情不利。:7選戰中更一度發生蘇南成方提出傳單指遭國民黨市黨部主任楊尊賢誣指為「台獨、赤流」，並上電行政院長蔣經國指控楊氏所為，引起楊氏否認。楊尊嚴的大動作也使蘇南成陣營有口實反擊，蘇南成更上書真跡電報給行政院長蔣經國，再將電報大量翻印編成傳單，引起選民對楊氏代表的國民黨反感。:61-62
執政當局對張麗堂的支持甚至出現在本應保持行政中立的軍隊中，當時在軍中服役的林瑞明日記，除了記載當局在激烈選區服役者進行訓話，要求投給特定對象外，到了選前11月18日還出現由陸軍少將陳孔良召集「光華演習」，召集戶籍在臺南市者回去投票，住在西區的林瑞明即被命令投給張麗堂及省議員候選人張丁誥，並且先投完票才能回家。

#### 選舉結果
選舉當天，張麗堂陣營在下午四點以前仍自認為結果會跟五年前一樣有驚無險。:145而蘇陣營則接獲投票所監票員擅離自守的情報，競選總部內氣氛凝重。:145-146到了開票之初，最先開出的十多個票箱，蘇南成一路領先，使蘇陣營燃起希望。:147蘇南成的競選總部也擠滿人潮，擠滿府前路，一直擠到隔壁的建興國中操場。:147到開到第二百六十一個票箱時，蘇已領先兩萬多票。此時有十多個投票所突然「停電」，開票速度也跟著變慢。蘇陣營的監票員則隨身帶手電筒，並回報總部，擠在府前路的民眾得知停電消息，一時群情激憤。:147在府前路負責維持秩序的憲警見狀立即回報上級，數分鐘後臺南市警察局長林永鴻親抵現場。:147此時蘇南成認為因已領先兩萬多票，遂要求現場鎮定。林永鴻則轉達有關單位要求恢復供電，不久電來了，群眾的情緒才安定下來。:147-148
當時在成功大學教書的張良澤曾回憶開票之夜如下：
|                                       | 開票那夜，人們集中於各開票所，等著一箱箱開唱票。可是箱子越開越慢，看得大家眼珠都快掉下來。忽然傳說某個開票所果然停電了，正要換箱時，被選民當場砍掉一隻手。夜愈來愈深，票越開愈慢，人們越來越興奮。忽然又傳說市郊已被裝甲車包圍了。 夜愈來愈深，票愈開愈慢，人們越來越興奮。忽然又傳說桃園中壢的選民把警車翻倒了，也把警察局砸了！ 忽然，箱子愈開愈快！電燈明亮，人們心情漸開。直到宣布蘇、蔡等黨外大勝，人們如醉如狂。忽然警察來趕大家回去睡覺。 |
| ——《四十五自述：我的文學歷程》第283頁 | |

最後十多個票箱開得很快，蘇南成仍一路領先。:148最終蘇南成以131,504票擊敗張麗堂的113,627票當選市長。
| 號次 | 黨籍       | 姓名   | 得票    | 得票率 | 當選 |
| ---- | ---------- | ------ | ------- | ------ | ---- |
| 1    | 中國國民黨 | 張麗堂 | 113,627 | 46.35% |      |
| 2    | 無黨籍     | 蘇南成 | 131,504 | 53.65% |      |

選後蘇南成曾親口對周平德證實，開票當日確有部分投票所突然失燈，也有部分投票所不按規定開票。最後蘇南成以強硬和決心向治安單位和國民黨黨部警告，如果不馬上亮燈並按規定開票，萬一選務所及黨部被選民衝或發生意外，「我不管，一切的後果——秩序和責任由你們負責」。才使相關單位讓步。

### 高雄縣

#### 選舉背景
國民黨於6月辦理黨內提名登記，到6月16日，出現13人角逐縣長。當中最被看好者有白派的蔡來福、紅派的郭永安，以及標榜無黨派的鳳山市長王正和。當中又以蔡來福最被看好，蔡來福畢業於臺大，曾任縣府機要秘書、現任省議員。與現任縣長林淵源公私交誼甚篤，被視為林縣長接班人。郭永安為高雄水利會長，被視為「紅派」唯一能和「白派」一決雌雄的人。:163-164然而當國民黨中央放棄派系的傳聞上升後，王正和聲勢看漲，但也引起派系測目。:163-1648月10日，王正和獲國民黨提名。
然而王正和的提名也受到地方派系不滿，「白派」認為王正和能以一介書生當上鳳山市長完全是仰仗白派支持，然而王正和上任後卻口口聲聲自己不屬白派，以無派系標榜。引起「白派」長老視其過河拆橋、欺師滅祖；而就「紅派」立場而言，認為高雄縣傳統是由紅、白輪流執政。如今「白派」的林淵源已連任一次，如果王正和當選，又再連任一次，則「紅派」要再等八年才能取得縣長寶座。此外王正和雖標榜無派，卻與「白派」有所淵源，因此亦得不到「紅派」支持。:168-169此外，在「白派」內部甚至出現認為王正和獲得提名，是出自縣長林淵源、黨部主委高宗仁（前臺南縣長高文瑞之子）、議長林金德與立委王金平四人的安排。導致「白派」內部對統帥林淵源出現離心力，所以在競選期間，儘管林淵源全力替王正和助陣，「白派」基層人士仍出現按兵不動，使林淵源徒呼奈何。:169在「紅派」方面，不僅對王正和採取袖手旁觀的態度，還抱有幸災樂禍的心理。甚至有未經證實的傳聞說「紅派」人物曾暗中集了一筆錢給黃友仁，使「黑派」如虎添翼。:169
在「黨外」方面，自王正和獲提名後，前縣長余登發即離開守了二年多的大寮魚塭，跑遍高縣二十八鄉鎮，勸說地方有力人士出馬角逐縣長。當時余登發更開出條件，只要有人肯出馬和王正和角逐，「黑派」除動員全部人馬外，還無條件提供一筆競選經費，甚至同時在報上刊登啟事，勸縣內有力人士出馬角逐。:171然而儘管余登發四處奔走勸馬，高縣卻反應一片冷淡，甚至有人說「余登發是一個政治瘋子，只有瘋子才聽他的話...」:172在此情形下，余登發只好從自家家屬物色人選。當時余登發之子余瑞言曾被命令參選第五屆縣長選舉，最終落敗而不願參與政治、女婿黃友仁則被派出參與第七屆縣長選舉，敗給林淵源。:172-173余登發後來命令黃友仁出馬角逐。黃友仁自上屆選舉以兩萬票落敗、花掉數百萬競選經費後，即萬念俱灰，不再過問地方政事，並搬家到觀音山上，經營農莊。然而在其岳父召集下，黃友仁最終仍聽從命令下山競選。:174

#### 選舉過程
黃友仁同意角逐後，「余家班」即開了一次擴大家族會議，為數不下百人。大家公決提供一部分財產，作為黃的競選經費。並禮聘曾任高雄縣議員、和余家有淵源的沈義為競選辦事處主帥。甚至當余陳月瑛希望公公對他競選省議員連任給予幫助時，也遭余登發回以無法分心。:174-175
自縣長登記截止的10月20日後，到候選人公開競選活動的11月9日內。王正和就天天應邀參與各鄉鎮「會議」。出現以鄉鎮為單元的村里長座談會、後備軍人座談會、軍民聯歡會、國中國小校長座談會、鄉鎮長聯誼會等，王正和都能予會大談施政理念及抱負，會後更參加歌唱或舞蹈等餘興節目。甚至在一次鳳山市會後餘興節目中，王正和隨興唱了一首《梅花》，報紙即以「圖加文」方式加以報導，稱「王正和的歌字正腔圓，豪風之佳可媲美歌星」。:177-178對於王正和在公開競選活動前，就如此「明修棧道」，黃友仁陣營則採取干擾戰術。每逢王正和參加盛大集會時，黃友仁就帶人馬到會場門口「滋擾」，逢人就訴苦為何同為縣長候選人，只准一個進不准另一個進。黃友仁此舉也增加若干同情，頗有斬獲。:178-179
在政見發表會上，王正和發動猛烈攻勢攻擊余家班，稱余登發縣長任內圖利他人被判刑兩年、因貪汙案被註銷國大代表、余登發開出空頭支票不兌現、黃友仁是余家推出的傀儡，他是嘉義縣人卻跑來高縣選縣長是「黑卒吃過河」。:184-185而黃友仁方在政見發表會上卻顯出連招架都無力的態勢，與一般選舉國民黨提名者守、黨外候選人主攻不同。黃友仁此舉也被視為是其謀士認為黃的口才不如王，在政見發表會難以打硬仗，因此以木訥老實的姿態營取同情票。對王正和攻擊余家班，黃友仁則稱余家遭「奸人所害」，余登發並未貪污，卻因圖利他人一屆縣長也未作完。對余家「有競必選」則回答七屆縣長余家只當了一屆，如果不是余家冒死競選、為民主奮鬥，老百姓還有什麼地位。:187-192
在投票前三天的11月16日，發生因縣長模擬選舉而起的「鄭鍾元事件」。起因高雄縣文山國中（今高雄市立文山高級中學）三年三班級任教師邱月春在課堂舉行「縣長模擬選舉」，將選票分給全班四十七位同學，要他們依據家長意願投一次票，結果投票結果王正和得二十票、黃友仁得二十七票。邱老師對此不滿，於是對投黃友仁的學生一一盤問，為什麼要投他的票？有的說黃家跟他家有親戚、或朋友關係，有的說他父親聽過政見發表會後要投給黃......，輪到學生鄭鍾元時，卻和邱老師頂撞起來，稱「公民課本上說，投票是個人的自由，老師不得干涉。」引起邱老師大怒，立即要他下跪，鄭鍾元不肯下跪竟遭邱老師所打。鄭鍾元回家後向父親哭訴，引起其父氣不過到黃友仁競選總部「告狀」。黃的助選主將沈義認為此是千載難逢，遂說服鄭父第二天攜子到高雄地檢處按鈴申告。與此同時，黃友仁競選總部更漏夜趕印二十萬份海報，將此事原本加以報導，由余登發親自站在宣傳車上，沿途分發，在一天之內傳遍全縣，也激起選民反感，對王正和造成致命打擊。:196-197

#### 選舉結果
開票當晚，黃友仁與王正和形成票數拉鋸。在全縣大部分三十多個鄉鎮票箱開出黃友仁領先時，鳳山市部分及林園、大寮兩鄉卻還遲遲不開票，到晚上十時左右，全縣493個投票所除大寮鄉外，已全部開出來了，而黃友仁僅以四千多票領先。然而大寮鄉為軍眷票所在，擁有八千多張軍眷票，只要王正和能領先六千票，就能反敗為勝。依照以往經驗，國民黨候選人可以掌握百分之八十以上的軍眷票，因此王正和競選總部已充滿信心，認為勝利在握；反之黃友仁競選總部則憂心忡忡。:153-154據周平德所言，當時黃友仁的選務所統計選票已領先，這些鄉鎮卻不開票箱。引起助選人員興師問罪，以及打抱不平的選民分乘六、七輛卡車前往看個究竟。當時選務人員則對選民表示因選票錯誤，請大家冷靜，俟上級指示後開票。同時余登發並向黃信介和康寧祥求援。
10點30分，大寮鄉的票終於開出。王正和僅領先黃友仁二千多票。最終黃友仁以總票數204,782票擊敗王正和202,116票，當選高雄縣長。:154-155
余登發在回憶此次選舉曾說：「那一仗，要不是最後關鍵派出兩部遊覽車，載滿人馬前往大寮鄉軍眷區『監票』，黃友仁可能也要輸掉。」周平德曾表示，據余家統計，黃友仁贏六萬多票，而非一、兩千票，以至於無法動一、二票箱的手腳使國民黨反敗為勝。
| 號次 | 黨籍       | 姓名   | 得票    | 得票率 | 當選 |
| ---- | ---------- | ------ | ------- | ------ | ---- |
| 1    | 無黨籍     | 黃友仁 | 204,782 | 50.33% |      |
| 2    | 中國國民黨 | 王正和 | 202,116 | 49.67% |      |

### 高雄市
現任市長王玉雲遇上黨外提名的國大代表洪照男挑戰。面對9月才到高雄的洪照男，原本外界認為兩人實力懸殊。然而在十天的競選活動中，洪照男聲勢卻扶搖直上。:204在選戰中，王玉雲的學歷問題再被洪照男拿來討論，批評王玉雲僅讀到小學四年級，沒有讀初、高中，哪來的日本短期大學畢業。:236王玉雲在記者會中稱他小時家裡無法提供讀書，所以才在後來作生意賺錢後半工半讀完成。到日本讀大學時因功課不好被退學，然而他再堅持下去最終畢業。並稱日本產業能率短期大學的文憑是獲教育部認可的。:236
王玉雲更受到趙善標及趙綉娃父女的緊咬，指控王玉雲包庇胞弟王慶禾炒地皮，一度迫使王玉雲「斬雞頭咒誓」來澄清。最終在上屆選舉中以二十多萬票大敗謝掙強十萬票的王玉雲，本屆只以二十三萬多票小勝洪照男的十九多萬票。選後高陽喬在《臺灣時報》所發的〈雨過天青論市長選戰〉一文即指出，若非國民黨市黨部分給他鐵票（包括軍眷、黨員、公教票），單以「民票」，則王玉雲是否能贏此仗仍不無問題。:244-245
| 號次 | 黨籍       | 姓名   | 得票    | 得票率 | 當選 |
| ---- | ---------- | ------ | ------- | ------ | ---- |
| 1    | 中國國民黨 | 王玉雲 | 236,984 | 55.30% |      |
| 2    | 無黨籍     | 洪照男 | 191,591 | 44.70% |      |

### 屏東縣
| 號次 | 黨籍       | 姓名   | 得票    | 得票率  | 當選 |
| ---- | ---------- | ------ | ------- | ------- | ---- |
| 1    | 中國國民黨 | 柯文福 | 354,231 | 100.00% |      |

### 臺東縣
| 號次 | 黨籍       | 姓名   | 得票    | 得票率  | 當選 |
| ---- | ---------- | ------ | ------- | ------- | ---- |
| 1    | 中國國民黨 | 蔣聖愛 | 107,865 | 100.00% |      |

### 花蓮縣
| 號次 | 黨籍       | 姓名   | 得票    | 得票率  | 當選 |
| ---- | ---------- | ------ | ------- | ------- | ---- |
| 1    | 中國國民黨 | 吳水雲 | 143,353 | 100.00% |      |

### 澎湖縣
當時國民黨內有中知青黨職的陳癸淼及出身軍旅的謝有温爭取提名，原先從縣黨部到中央黨部提名小組皆支持陳癸淼，唯到中常會核定時，時任參謀總長宋長志認為澎湖軍事地理特殊，應由軍方背景者出任縣長，遂使謝有溫獲得提名。
| 號次 | 黨籍       | 姓名   | 得票   | 得票率  | 當選 |
| ---- | ---------- | ------ | ------ | ------- | ---- |
| 1    | 中國國民黨 | 謝有温 | 43,047 | 100.00% |      |